# 森犀助
森 犀助（もり さいすけ、1846年8月7日（弘化3年6月16日）- 1908年（明治41年）12月31日）は、日本の政治家。元山形県南村山郡東村長。元山形県議会議員。

## 来歴
現在の上山市菖蒲出身。森作右衛門の長男として出生。1891年（明治24年）5月28日に南村山郡会議員選挙に当選。1893年（明治26年）8月10日再選。1896年（明治30年）も再選した。
1899年（明治32年）より東村村長（当時は県会議員との兼業可）。同年9月25日に山形県会議員総選挙に当選。1903年（明治36年）に山形県会議員に再選。1906年（明治40年）に山形県会議員に再選。1908年（明治41年）12月31日、上山町の長谷屋旅館にて急死。菩提所は上山市小穴の蓬莱院。
功績として、矢来と萱野間の道路新設や、山林の官民境界を明確にし、菖蒲地区共有林800町歩を設定。また、宮城県境から横川堰の水利権確保に努力し、上山東南部水田開発に寄与した。菖蒲学校を設立、楢下や宮脇学校を統廃合し、東高等尋常小学校（後の上山市立東小学校）を設立した。